# Calodexia
Calodexia är ett släkte av tvåvingar. Calodexia ingår i familjen parasitflugor.

## Dottertaxa tillCalodexia, i alfabetisk ordning[1]
- Calodexia agilis
- Calodexia aldrichi
- Calodexia apicalis
- Calodexia bella
- Calodexia bequaerti
- Calodexia callani
- Calodexia caudata
- Calodexia continua
- Calodexia dives
- Calodexia fasciata
- Calodexia flavescens
- Calodexia flavicornis
- Calodexia flavipes
- Calodexia fulvibasis
- Calodexia fumosa
- Calodexia fuscus
- Calodexia globosa
- Calodexia grata
- Calodexia insolita
- Calodexia interrupta
- Calodexia lateralis
- Calodexia major
- Calodexia majuscula
- Calodexia mattoensis
- Calodexia mexicana
- Calodexia nigripes
- Calodexia obscuripes
- Calodexia panamensis
- Calodexia peponis
- Calodexia rubripes
- Calodexia scurra
- Calodexia similis
- Calodexia strigosa
- Calodexia townsendi
- Calodexia valera
- Calodexia varia
- Calodexia venteris